# Guinardó - Hospital de Sant Pau
Guinardó | Hospital de Sant Pau is een metrostation van de metro van Barcelona en wordt aangedaan door lijn 4 (de gele lijn). Het ligt onder de Ronda del Guinardó en Plaça del Guinardó in het district Horta-Guinardó, aan de noordzijde van het ziekenhuis Hospital de Sant Pau. Het station heeft een enkele toegangshal aan de oostzijde. Het station bestaat uit zijperrons van 94 meter lang. De beide richtingen worden gescheiden door een muur midden in het station. 
Het station is geopend in 1974, als lijn IV wordt verlengd vanaf metrostation Joanic. Bij de opening heeft het station de naam Guinardó. In 2009 is het omgedoopt in de huidige naam, als het nieuwe gebouw van het ziekenhuis wordt geopend naast de halte. Het station wordt in de toekomst ook aangedaan door de dubbellijn L9-L10.